# Slim Summerville
Slim Summerville, pseudonimo di George Joseph Somerville (Albuquerque, 10 luglio 1892 – Laguna Beach, 5 gennaio 1946), è stato un attore e regista statunitense.
Attore comico nei cortometraggi del periodo muto, fu attivo dal 1912 fino al 1945; fu anche regista in 67 cortometraggi dal 1920 al 1930.

## Filmografia

### Attore (parziale)
- The Home Breakers, regia di Walter Wright - cortometraggio (1915)
- The Winning Punch, regia di Edward F. Cline (1916)
- Roaring Lions on the Midnight Express, regia di Henry Lehrman - cortometraggio (1918)
- Hold Me Tight, regia di Slim Summerville - cortometraggio (1920)
- Pretty Lady, regia di John G. Blystone - cortometraggio (1920)
- The Chinese Parrot, regia di Paul Leni (1927)
- La sposa della tempesta (The Wreck of the Hesperus), regia di Elmer Clifton (1927)
- Riding for Fame, regia di Reeves Eason (1928)
- L'ultimo avviso (The Last Warning), regia di Paul Leni (1929)
- King of the Rodeo
- Forzuto (Strong Boy), regia di John Ford (1929)
- The Pace That Thrills, regia di St. Elmo Boyce - cortometraggio
- Allegri marinai (Sailor's Holiday), regia di Fred C. Newmeyer (1929)
- One Hysterical Night, regia di William James Craft (1929)
- The Shannons of Broadway, regia di Emmett J. Flynn (1929)
- Rosa tigrata (Tiger Rose), regia di George Fitzmaurice (1929)
- Troopers Three, regia di B. Reeves Eason, Norman Taurog (1930)
- Il re del jazz (The King of Jazz), regia di John Murray Anderson e Pál Fejös (1930)
- All'ovest niente di nuovo (All Quiet on the Western Front), regia di Lewis Milestone (1930)
- The Little Accident, regia di William James Craft (1930)
- Parlez Vous - cortometraggio
- Free Love, regia di Hobart Henley (1930)
- Il figlio del disertore (Tom Brown of Culver), regia di William Wyler (1932)
- I milioni... che disgrazia! (They Just Had to Get Married), regia di Edward Ludwig (1932)
- La vita comincia a quarant'anni (Life Begins at Forty), regia di George Marshall (1935)
- Il medico di campagna (The Country Doctor), regia di Henry King (1936)
- The Road Back, regia di James Whale (1937)
- Baci sotto zero (Fifty Roads to Town), regia di Norman Taurog (1937)
- Rondine senza nido (Rebecca of Sunnybrook Farm), regia di Allan Dwan (1938)
- Vagabondi al chiaro di luna (Kentucky Moonshine), regia di David Butler (1938)
- Five of a Kind, regia di Herbert I. Leeds (1938)
- Pattuglia sottomarina (Submarine Patrol), regia di John Ford (1938)
- Up the River, regia di Alfred L. Werker (1938)
- Jess il bandito (Jesse James), regia di Henry King (1939)
- Winner Take All, regia di Otto Brower (1939)
- Charlie Chan a Reno (Charlie Chan in Reno), regia di Norman Foster (1939)
- Fred il ribelle (Western Union), regia di Fritz Lang (1941)
- La via del tabacco (Tobacco Road), regia di John Ford (1941)
- Le sorprese dell'amore (Bride by Mistake), regia di Richard Wallace (1944)

### Regista
- Hold Me Tight - cortometraggio (1920)
- One Moment, Please
- Pardon Me (1921)
- Hold the Line (1922)
- The Barnstormers, co-regia di Del Lord - cortometraggio (1922)
- The Eskimo
- The Ranch Romeo
- High and Dry
- The Five Fifteen (1923)
- The Artist (1923)
- The Cyclist
- Unreal News Reel
- Rough Sailing

## Doppiatori italiani
- Lauro Gazzolo in All'ovest niente di nuovo
- Aldo Silvani in Jess il bandito
- Luca Dal Fabbro in All'ovest niente di nuovo (ridoppiaggio)